# Prvenstvo Hrvatske u dvoranskom hokeju 2020.
Prvenstvo Hrvatske u dvoranskom hokeju za sezonu 2019./20. je peti put zaredom osvojila "Zelina". 
 
Prvenstvo je igrano od siječnja do početka ožujka 2020. godine .

## Sustav natjecanja
Prvenstvo je podijeljeno u dva ligaška ranga 
- Prva liga – šest klubova; ligaški dio se igra jednokružno, potom četiri prvoplasirane momčadi razigravaju za prvaka i poredak
- Druga liga – pet klubova; ligaški dio se igra jednokružno
- Na kraju prvenstva se igra razigravanje za Prvu ligu u kojoj sudjeluje petoplasirana ekipa iz Prve lige i drugoplasirana iz Druge lige

## Prva liga

### Sudionici
- Marathon – Zagreb
- Mladost – Zagreb
- Mladost II – Zagreb
- Trešnjevka – Zagreb
- Zelina – Sveti Ivan Zelina
- Zrinjevac – Zagreb

### Ligaški dio
Ljestvica
| mj | klub       | ut | pob | neod | por | gol+ | gol- | GR  | bod |                       |
| -- | ---------- | -- | --- | ---- | --- | ---- | ---- | --- | --- | --------------------- |
| 1. | Zelina     | 5  | 5   | 0    | 0   | 52   | 11   | +41 | 15  | doigravanje za prvaka |
| 2. | Mladost    | 5  | 3   | 1    | 1   | 40   | 26   | +14 | 10  | doigravanje za prvaka |
| 3. | Trešnjevka | 5  | 2   | 1    | 2   | 22   | 38   | -16 | 7   | doigravanje za prvaka |
| 4. | Mladost II | 5  | 1   | 1    | 3   | 28   | 29   | -1  | 4   | doigravanje za prvaka |
| 5. | Marathon   | 5  | 1   | 1    | 3   | 23   | 33   | -10 | 4   | razigravanje          |
| 6. | Zrinjevac  | 5  | 1   | 0    | 4   | 28   | 56   | -28 | 3   | 2. liga               |

### Doigravanje
| datum             | klub1         | rez           | klub2         |
| poluzavršnica     | poluzavršnica | poluzavršnica | poluzavršnica |
| ----------------- | ------------- | ------------- | ------------- |
| 29. veljače 2020. | Mladost       | 7:5           | Trešnjevka    |
| 29. veljače 2020. | Zelina        | 19:0          | Mladost II    |
|                   |               |               |               |
| za 3. mjesto      |               |               |               |
| 1. ožujka 2020.   | Mladost II    | 3:11          | Trešnjevka    |
|                   |               |               |               |
| za pobjednika     |               |               |               |
| 1. ožujka 2020.   | Zelina        | 10:5          | Mladost       |

## Druga liga

### Sudionici
- Concordia 1906 – Zagreb
- Jedinstvo – Zagreb
- Spartanac – Split
- Mladost III – Zagreb
- Zelina II – Sveti Ivan Zelina

### Ljestvica
| mj | klub           | ut | pob | ner | por | gol+ | gol- | bod |    |              |
| -- | -------------- | -- | --- | --- | --- | ---- | ---- | --- | -- | ------------ |
| 1. | Concordia 1906 | 4  | 4   | 0   | 0   | 63   | 6    | +57 | 12 | 1. liga      |
| 2. | Zelina II      | 4  | 3   | 0   | 1   | 46   | 12   | +34 | 9  | razigravanje |
| 3. | Jedinstvo      | 4  | 2   | 0   | 2   | 14   | 21   | -7  | 6  |              |
| 4. | Mladost III    | 4  | 1   | 0   | 3   | 32   | 22   | +10 | 3  |              |
| 5. | Spartanac      | 4  | 0   | 0   | 4   | 3    | 97   | -94 | 0  |              |

## Razigravanje za 1. ligu
| datum           | klub1    | rez | klub2     |
| --------------- | -------- | --- | --------- |
| 1. ožujka 2020. | Marathon | 3:4 | Zelina II |

## Konačni poredak
| mj.     | klub                          |
| 1. liga | 1. liga                       |
| ------- | ----------------------------- |
| 1.      | Zelina (Sveti Ivan Zelina)    |
| 2.      | Mladost Zagreb                |
| 3.      | Trešnjevka Zagreb             |
| 4.      | Mladost II Zagreb             |
| 5.      | Marathon Zagreb               |
| 6.      | Zrinjevac Zagreb              |
|         |                               |
| 2. liga |                               |
| 1.      | Concordia 1906 Zagreb         |
| 2.      | Zelina II (Sveti Ivan Zelina) |
| 3.      | Jedinstvo Zagreb              |
| 4.      | Mladost III Zagreb            |
| 5.      | Spartanac Split               |

## Vanjske poveznice
- hhs-chf.hr, Dvoransko prvenstvo Hrvatske za seniore i seniorke